# Afromevesia insulana
Afromevesia insulana là một loài tò vò trong họ Ichneumonidae.